# Esacus magnirostris
Esacus magnirostris là một loài chim trong họ Burhinidae.

## Hình ảnh

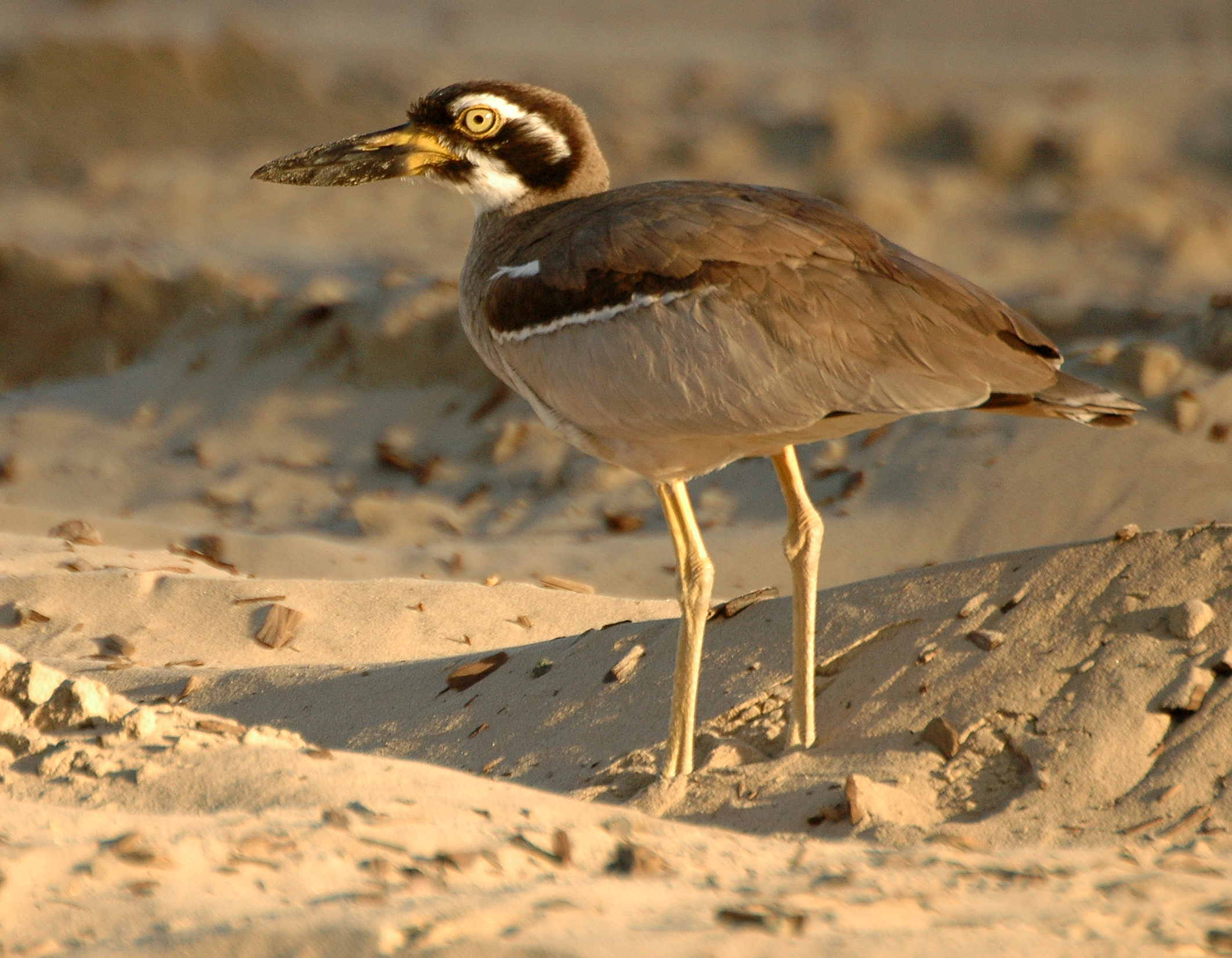
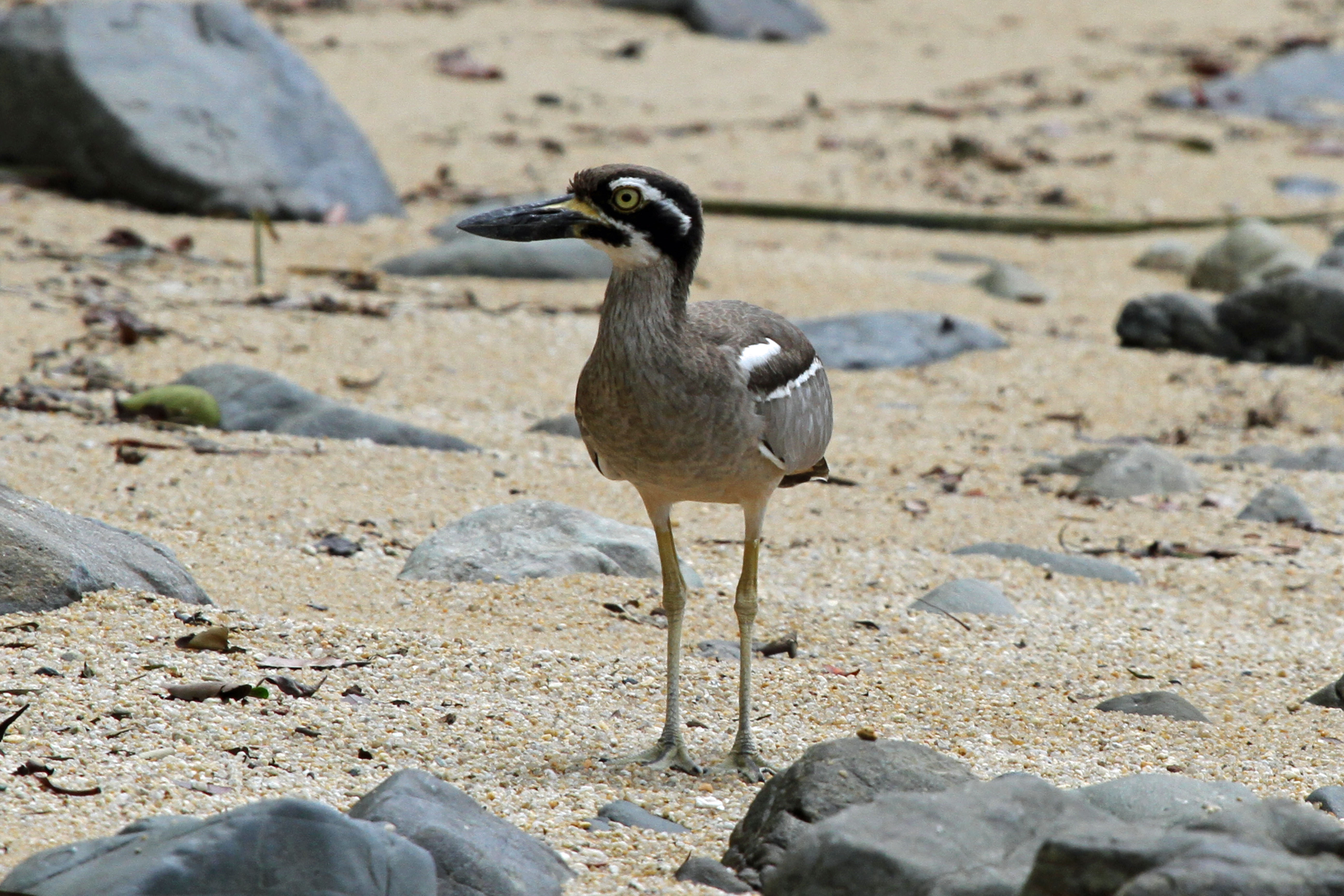